# Todirostrum viridanum
Todirostrum viridanum е вид птица от семейство Tyrannidae. Видът е почти застрашен от изчезване.

## Разпространение
Видът е разпространен във Венецуела.